# カール・ヨーゼフ・ジルバーバウアー
カール・ヨーゼフ・ジルバーバウアー（Karl Josef Silberbauer, 1911年6月21日 - 1972年9月2日）は、オーストリア及びドイツの警察官、諜報員。
オーストリアの警官だったが、オーストリア併合後にナチス親衛隊の下士官となった。最終階級は親衛隊曹長（SS-Oberscharführer）。戦時中にはオランダ・アムステルダムのSD・ユダヤ人課に勤務していた。1944年にプリンセンフラハト263番地に隠れていたアンネ・フランクとその家族らを逮捕したことで知られる。戦後はオーストリア警察に復職していたが、1963年にサイモン・ヴィーゼンタールの調査によってアンネの逮捕者であることを付きとめられた。訴訟になるも罪に問われることがなく余命を全うした。

## 略歴

### SDユダヤ人課配属まで
オーストリア＝ハンガリー帝国首都ウィーンに警察官の息子として生まれる。1931年から1935年にかけてオーストリア陸軍に入隊。ついでウィーン保安警察(Schutzpolizei)に入隊した。
1938年にオーストリア併合があり、1939年には志願してナチス親衛隊(SS)に入隊した。ただし国家社会主義ドイツ労働者党(ナチ党)には入党していない。
第二次世界大戦中の1941年に国家秘密警察(ゲシュタポ)に入隊。1943年11月にドイツ軍占領下に置かれていたオランダ・アムステルダムのSDのIVB4課(ユダヤ人課)に配属された。

### フランク一家逮捕
ジルバーバウアー本人の証言によれば、1944年8月4日正午頃にプリンセンフラハト263番地にユダヤ人が匿われているという密告電話がアムステルダムSDにあり、ジルバーバウアーの上司ユリウス・デットマンがその電話を受けたという（なおジルバーバウアー本人はこの密告電話の主について知らないと証言している）。それに基づいてデットマンはジルバーバウアーとユダヤ人課で雇っているオランダ人私服警官8人を出動させた。
プリンセンフラハト263番地到着後、隠れ家発見までの経緯についてジルバーバウアーは次のとおり証言している。「一階にはその会社の倉庫があり、倉庫の係員の一人はユダヤ人はどこに隠れているかとオランダ人警官から問われると、指を一本立てて階上を指しました。そこで我々は二階へあがり、会社幹部の二名のうち、一名を見つけました。オランダ人警官はただちにその男の尋問にかかり、『この建物にはユダヤ人が匿われているはずだ。そのことは訴えがあってすでに分かっている』と頭ごなしに浴びせました。その男は、今更その事実を否定しても意味はないと見てとると我々を先導して階段を上り、一階上の小さな踊り場に入りました。入ってみると奥の壁際に食器棚、またはたんすのような家具が置いてあるのがわかりました。その右側には窓がありました。会社の責任者はその家具を指さしました。それからその家具が一方に押し開けられるとその奥に家の最上階へ続くもう一つの階段が出現しました。私はピストルを抜き、オランダ人警官たちとともに階段を上りました。」。この証言はヴィクトール・クーフレルの証言と食い違うが、ジルバーバウアーの証言の方が正確であろうと言われている。
隠れ家に入ってフランク一家4名（アンネ・フランク、オットー・フランク、エーディト・フランク、マルゴット・フランク）とファン・ペルス一家3名（ヘルマン・ファン・ペルス、アウグステ・ファン・ペルス、ペーター・ファン・ペルス）、そしてフリッツ・プフェファーの計8名のユダヤ人を逮捕した。またアンネたちを匿ったヴィクトール・クーフレルやヨハンネス・クレイマンの2名も逮捕した。
この逮捕の際にジルバーバウアーはオットー・フランクのドイツ軍軍用トランクを発見し、どこで入手したのかオットーに聞くと彼は自分が第一次世界大戦でドイツ陸軍中尉だったことを明かした。それを知ったジルバーバウアーは態度を一変させ、一瞬敬礼のポーズさえとりそうになったという。そして「どうしてそのことを申告しなかったのか。テレージエンシュタット送りですんだかもしれないのに」と述べたという。また他の隠れ家メンバーに対しても優しくなり、ゆっくりでいいと指示し直した。このやり取りについてはオットー、ジルバーバウアーともに証言が一致している。
またジルバーバウアーの証言によるとオットーが「二年間この隠れ家で暮らしていた」と述べたのに対して、彼が「とても信じられない」と返答すると、オットーはアンネの身長を示すドアの脇柱の一連の刻み目を示したという。
ミープ・ヒースの証言によるとミープは事務室でジルバーバウアーに尋問されたという。二人は話し方でお互いが同郷(ウィーン)と気づき、ジルバーバウアーは「ユダヤ人の違法行為に手を貸すとはお前は売国奴だ。厳罰に値する奴だ」と怒鳴ったが、そのあと一転して「ええい、おまえをどうしたらいいんだ」と動揺していたという。さらに少しして冷静になるとジルバーバウアーは「よかろう。個人的な好意として今日のところは勘弁してやる。しかし逃げようなどとしてみろ。かわりに亭主をしょっぴくからな」と脅したという。それに対してミープが「主人に手を出さないでください。主人は関係ないんです。」と食ってかかると、ジルバーバウアーは「馬鹿を言え。亭主もグルだということは分かっているんだ。いずれまた来るからな」と言って去っていったという。その翌日ミープは、ジルバーバウアーと電話で連絡を取り、SD本部へ行って身代金と引き換えに捕まった隠れ家の人たちを釈放してもらおうと交渉を試みたが、ジルバーバウアーは「今日は何もできない。明日の朝くるがいい」と言って追い返したという。翌朝ミープが行った時もジルバーバウアーは「気の毒だが俺の力ではどうにもならん。何の権限もないんでね。俺の上官に会ってみるか」と述べ、上官の部屋をミープに教えたという。ミープがそこに入るとSD将校たちが英語放送のラジオを聞いてるところで「出ていけ」と怒鳴られたという。廊下にはジルバーバウアーがいて彼は「な、わかったろう？」とだけ言ったという。しかしこれらミープ・ヒースの証言についてジルバーバウアーは「全くの作り話」と退けており、「ウィーンもしくはオーストリア生まれの女性の事については私は一切記憶にない」と証言している。

### 発覚まで
1944年10月にアムステルダムからハーグへ向かっている途中に交通事故に巻き込まれて負傷し、アムステルダムやフローニンゲンで病院生活を送り、1945年4月にウィーンへ帰った。
ちなみにジルバーバウアーが逮捕したユダヤ人8人は強制収容所へ送られ、オットー・フランク以外は全員が終戦を迎えることなく死亡している（支援メンバーで逮捕されたクーフレルとクレイマンはともに生存）。
ドイツ敗戦後に14か月ほど服役している。ジルバーバウアーの証言によると「コミュニストどもが1938年に私から虐待を受けたと訴えたため」という。
釈放後、10年ほど西ドイツ連邦情報局(BND)のスパイとして西ドイツやオーストリア内のネオ・ナチ組織や共産主義グループに潜入し、身分秘匿捜査をしていた。
1954年からウィーンの刑事警察(Kriminalpolizei)で警察官に復職し、その後、巡査部長(Inspektor)に昇進した。

### ヴィーゼンタールに突き止められる
1958年10月、リンツの劇場で『アンネの日記』が上演されている時にネオナチの高校生たちが劇場の中で大声を出しながら暴れ回り、「この芝居はイカサマだ。アンネ・フランクなど実在しない。一から十まで作り話で、ユダヤ人が賠償金を釣り上げるために考え出したものだ。」というビラを二階のバルコニー席からまいて、演劇を妨害する事件があった。「ナチ・ハンター」と呼ばれたホロコースト生き残りユダヤ人サイモン・ヴィーゼンタールはこれに怒り、ネオナチ青年たちと対話を行い、アンネの実在をめぐる論争の中で「アンネ・フランクを逮捕した者を見つける」と宣言するに至った。
しかしアンネ・フランクの父親オットー・フランクは復讐を望んでおらず、また「ジルバーバウアー」などというオーストリアによくある姓を公表したら別の誰かが間違われて風評被害を受ける可能性があると考え、アンネの逮捕者について「ジルバーターラー」とか「ジルバーナーゲル」とか偽名表記で広めた。そのためヴィーゼンタールの調査は困難を極めたが、1963年10月に至ってついにウィーン警察のジルバーバウアーが該当する人物であると突き止めた。
同月ジルバーバウアーの警官の職は停止され、彼の裁判が開始された。しかし証拠不十分やオットー・フランクの証言「ジルバーバウアーは上司の命令に従ったにすぎず、手入れの際も不法な行動はとらなかった」などにより、1964年6月に訴訟が打ち切られた。当時のウィーン警察本部長は異議申し立てを行ったが、懲罰委員会はジルバーバウアーの停職処分の解除を決定した。

### 晩年
1964年10月から警官の職に復帰することとなった。その後は内勤に回され、指紋や写真の整理にあたっていた。
1972年9月2日ウィーンで死去。61歳没。

## インタビュー
停職中の1963年11月30日にオランダ人ジャーナリストのユールス・ヒュフのインタビューに応じた。
「自分のしたことを悔いていますか？」との質問に彼は「悔いています。まるで村八分ですから。電車に乗る時も他の連中のようにお金を払って乗らなければならなくなりました。もう警察手帳を出せば済むというわけにはいきません」と答えている。「アンネの日記を読みましたか？」と言う質問に対しては「自分の事が出てるかと思い、先週読んでみましたが出てきませんでしたね」と答えた。「これまで何百万人も貴方より先に読んでいる。貴方は最初の読者になれたかもしれないのに」との質問に対しては「それはそうですね。それは考えもしなかった。あれはやはり取っておくべきだったかもしれません」と答えた。
このインタビューにはジルバーバウアーの妻も同席していたが、彼女は「私たちがアンネ・フランクと何の関係があるというんです。私たちはこれまで散々辛い目に会ってきました。今はただそっとしておいてほしい。それ以外に望みはありません。20年もたって問題を蒸し返して何の意味があるんでしょう。夫はそんな目に会わなきゃならないほど大物でもないのに」と語って自分たちの扱いに不満を示した。ジルバーバウアー当人も「こういう動きはどこから出てくるものなのか。さだめしヴィーゼンタールか、ユダヤ人のご機嫌を取りたがる閣僚の誰か、そのあたりからだろう。ともあれ、1963年10月4日をもって我々夫婦の世界は崩壊してしまったんだ」と不満を述べている。